# Pomair
Pomair (im Markenauftritt Pomair Ostend, bis 1971 Transpommair) war eine belgische Fluggesellschaft mit Sitz in Ostende, die ihren Betrieb im Oktober 1974 eingestellt hat. Das Unternehmen führte internationale Charterflüge durch und setzte seine Maschinen zudem weltweit im Wetlease für andere Fluggesellschaften ein.

## Geschichte
Der Ursprung von Pomair liegt in dem von Aubin Van Bellinghen gegründeten Unternehmen Inair NV, das Abfertigungsdienste am Flughafen Ostende anbot. Unter Beteiligung des Spediteurs Charles Pommé und des Nutzfahrzeugherstellers Van Hool wurde Ende 1969 beschlossen, Inair in eine Charterfluggesellschaft umzuwandeln. Die Geschäftsleitung übernahm Charles Pommé. In Anlehnung an dessen Spedition Transport-Pommé erhielt die neue Gesellschaft im Januar 1970 den Namen Transpommair.
Das erste Flugzeug des Unternehmens war eine Ende 1969 von Sabena erworbene Douglas DC-6B (Luftfahrzeugkennzeichen: OO-CTK), die am 28. Februar 1970 ausgeliefert wurde. Die Betriebsaufnahme erfolgte am 1. März 1970 mit einem Charterflug von Ostende zur Kanalinsel Jersey. Im ersten Geschäftsjahr setzte Transpommair die Maschine hauptsächlich im Ad-hoc-Charterverkehr ein. Für Frachtcharterflüge mietete die Gesellschaft nacheinander zwei weitere Douglas DC-6 (TF-OOA und TF-OOB) bis zum Jahresende 1971 von der isländischen Fragtflug Iceland. Nachdem ein gleichnamiges belgisches Fuhrunternehmen Einsprüche erhoben hatte, wurde Transpommair am 3. Mai 1971 in Pomair umbenannt.
Die US-Luftfahrtbehörde Civil Aeronautics Board genehmigte der Gesellschaft im Frühjahr 1971 die Aufnahme von Reisegruppenflügen in die Vereinigten Staaten, woraufhin sich der in Florida ansässige Flugzeughändler Boreas Corporation am Unternehmen beteiligte.  Daneben konnte Pomair umfangreiche Beförderungsverträge mit dem belgischen Reiseveranstalter Jetair abschließen, darunter auch für Langstreckencharter nach Asien, Mauritius und Südamerika. Hierzu erwarb das Unternehmen von der Boreas Corporation eine Douglas DC-8-33, die ursprünglich an Pan Am ausgeliefert worden war. Das am 7. Mai 1971 übernommene Strahlflugzeug erhielt das belgische Kennzeichen OO-TCP (abgeleitet von Transport Charles Pommé). Die eigene sowie eine weitere von Boreas gemietete Douglas DC-6B (TF-OAD) kamen im selben Jahr auf IT-Charterflügen von Antwerpen, Brüssel und Ostende nach Südeuropa zum Einsatz. Das geleaste Propellerflugzeug wurde zum Ende der Sommersaison im Oktober 1971 an Boreas zurückgegeben und die eigene Douglas DC-6 im Winter 1971/72 für British Air Ferries im Linienverkehr zwischen Ostende und Southend betrieben.
Im Mai 1973 verkaufte Pomair ihre Douglas DC-6B an die belgische Delta Air Transport und erwarb im Gegenzug deren zwei Douglas DC-8-32 (OO-AMI und OO-CMB). Die IT-Charteraufträge reichten nicht aus, die drei Düsenflugzeuge dauerhaft auszulasten, so dass Pomair ihre erste Douglas DC-8 ab Mai 1973 zunächst an Air France, ab Januar 1974 an Air Ceylon und ab Juli 1974 an Sudan Airways vermietete.  Die beiden anderen Maschinen wurden außerhalb der Hauptreisezeiten im Wet-Lease unter anderem für British Caledonian Airways, East African Airways, Garuda, Martinair und Nigeria Airways betrieben. Pomair geriet im Sommer 1974 in erhebliche wirtschaftliche Schwierigkeiten, nachdem ein US-amerikanischer Tickethändler im Auftrag des Unternehmens einige tausend Flugscheine verkauft und sich mit den Einnahmen abgesetzt hatte. Die ohnehin knappen finanziellen Mittel reichten nicht aus, diese Beförderungsansprüche unentgeltlich zu erfüllen, so dass die Gesellschaft am 13. Oktober 1974 den Flugbetrieb einstellte und vier Tage später Insolvenz anmeldete.

## Flotte
Pomair betrieb folgende Flugzeugtypen:
- Douglas DC-6B (betrieben von 1970 bis 1973)
- Douglas DC-8-32 und DC-8-33 (betrieben von 1971 bis 1974)